# Anastasio Somoza Debayle
Anastasio Somoza Debayle (León, 5 de diciembre de 1925-Asunción, 17 de septiembre de 1980), apodado "Tachito", fue un político, militar, ingeniero hidráulico y dictador nicaragüense. Fue el tercer y último miembro de la dinastía somocista —luego de su padre, Anastasio Somoza García, y su hermano, Luis Somoza Debayle— que ejerció el poder dictatorial en Nicaragua desde 1974. Fue el último miembro de la familia Somoza en ser presidente, poniendo fin a una dinastía que había estado en el poder en ese país desde 1937.
En julio de 1979, luego de ser derrocado al inicio de la Revolución Sandinista, partió al exilio hacia Paraguay ayudado por el dictador de ese país, Alfredo Stroessner, donde fue asesinado al año siguiente en una emboscada en Asunción.

## Biografía

### Primeros años
Anastasio Somoza Debayle nació en León, el 5 de diciembre de 1925. Fue el tercer hijo de Anastasio Somoza García, jefe del Ejército y hombre fuerte de Nicaragua desde 1937, y de la aristócrata Salvadora Debayle de Somoza.  Era el hermano menor de Lillian y Luis Somoza Debayle, y miembro de una de las familias más adineradas del país. 
Inició su educación primaria en el Instituto Pedagógico La Salle de Managua, de la Orden de los Hermanos de las Escuelas Cristianas, para continuar a partir de sus 14 años en la escuela Saint Leo, en St Leo, Florida, donde era visitado por su tía Blanca Debayle de Portocarrero. Posteriormente inició la secundaria, junto con su hermano Luis en la Academia Militar de La Salle en Oakdale. 
Al año siguiente, luego de su graduación de secundaria, ingresó a la Academia West Point, de la cual se graduó en 1946 como ingeniero hidráulico. Ya en 1947, fue nombrado por su padre jefe de la Guardia Nacional.
Cuando su padre entregó el poder a Leonardo Argüello Barreto, del oficialista Partido Liberal Nacionalista PLN, el 1 de mayo de 1937, en la Tribuna Monumental de la explanada de Tiscapa, este lo nombró Comandante del departamento de León; esto y el nombramiento de ministros del Poder Ejecutivo a conocidos opositores, enfureció a los Somoza por lo que apoyó a su padre en el golpe de Estado del 26 del mismo mes y año, tomando la Casa Presidencial de la Loma de Tiscapa. Argüello se asiló en la Embajada de México. Permaneció 6 meses allí, hasta que finalmente viajó a ese país, donde murió el 15 de diciembre de ese año en la Ciudad de México, sin renunciar al cargo de Presidente de la República. Somoza García le había hecho un fraude electoral al candidato de la coalición opositora del Partido Conservador de Nicaragua (PCN) y el Partido Liberal Independiente (PLI), Enoc Aguado, para que ganara Argüello.
En 1953, en compañía de su esposa Hope, fue nombrado Embajador Extraordinario de Nicaragua en misión especial para los actos de coronación de la Reina Isabel II del Reino Unido.
En 1955 se convirtió en piloto aviador titulado en Estados Unidos.

### Vida familiar
A su regreso a Nicaragua asumió el control de los negocios familiares y empieza los suyos. Una de sus empresas más queridas fue Dismotor, una importadora de automóviles Mercedes-Benz. En Managua, entre 1947 y 1949, Somoza tuvo una hija ilegítima antes de su matrimonio, llamada Julia Patricia quien se casó con el empresario suizo Richard Rapold, quien más tarde sería el encargado de la revista Visión, propiedad de Tachito, y además ayudó a ocultar grandes sumas de dinero de la fortuna familiar.
El 5 de diciembre de 1950, cuando cumplía 25 años, contrajo matrimonio con su prima Hope Portocarrero Debayle, en la Catedral Metropolitana de Managua (hoy Antigua catedral de Managua). Somoza había conocido a su prima Hope cuando vivía en Tampa de niño y ambos habían desarrollado una amistad cercana que luego se convirtió en una relación amorosa cuando eran adolescentes. Tras la ceremonia religiosa, la recepción tuvo lugar en el Palacio de Comunicaciones, presentes más de 4.000 invitados, que incluían a políticos extranjeros y aristócratas.

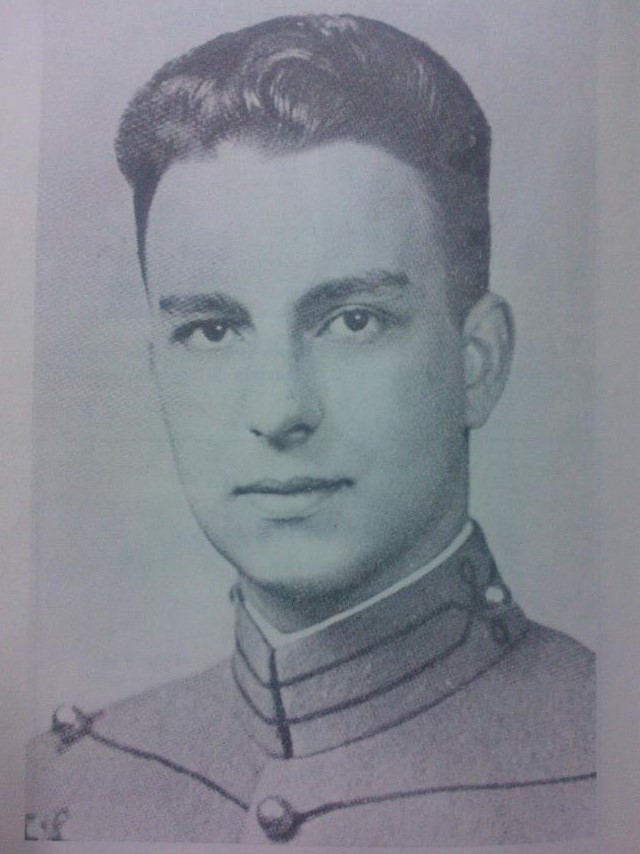
Fotografía del cadete Anastasio Somoza Debayle en West Point. Clase 1946.

Anastasio y Hope tuvieron cinco hijos: Anastasio Jesús, Hope Carolina, Julio Néstor, Carla Anne y Roberto Eduardo. La pareja residía inicialmente en Nueva York, en donde permanecieron hasta que Anastasio Somoza García le comunicó a su hijo que se postularía de nuevo para presidente y lo necesitaba en Nicaragua. Sus hijos fueron educados en el extranjero. Con el pasar de los años los problemas con su esposa Hope se tornaron constantes. El divorcio llegó finalmente en 1978, cuando se hizo notorio que Tachito tenía una amante, Dinorah Sampson.
Debido a que pasó la mayor parte de su niñez hasta sus veinte en los Estados Unidos y que su esposa era estadounidense (aunque ella también hablaba español), Somoza prefería hablar en inglés la mayor parte del tiempo, y siempre lo hacía con su familia y allegados. Durante las ruedas de prensa internacionales que concedía mientras luchaba contra los sandinistas a finales de los años 1970, se hizo notorio para los corresponsales de prensa que a Somoza se le hacía difícil expresarse en español, mientras que era evidente que cuando hablaba inglés lo hacía mucho mejor. La estatura de Somoza ―1,90 m― hacía que también sobresaliera de la mayoría de las personas en Nicaragua.

### Rebelión del 4 de abril de 1954
El 4 de abril de 1954, Domingo de Resurrección, un grupo de exoficiales de la Guardia Nacional y algunos civiles planearon un complot y decidieron emboscar a su padre ese día en la Carretera Panamericana, en el departamento de Managua. Pero el plan fracasó por   la falta de coordinación entre los implicados en el complot y porque uno de los implicados delató a todos sus camaradas.
Los mayores José R. Somoza y Agustín Peralta capturaron a varios, tales como:
Luis Felipe Báez Bone,
Adolfo Báez Bone,
Jorge Ribas Montes,
Rafael Chosieul Praslin,
Pablo Leal Rodríguez (padre de Ernesto Leal Sánchez, quien entre 2002 y 2010 fue canciller del Gobierno de Enrique Bolaños Geyer),
Agustín Alfaro,
Luis Felipe Gaboardi,
Optaciano Morazán,
y otros.
Varios de estos fueron asesinados en la zona de Cuatro Esquinas, cerca de Jinotepe la cabecera del departamento de Carazo, o capturados posteriormente en los cafetales carazeños.
Los titulares de los periódicos, sobre todo del diario opositor La Prensa y Novedades (de Somoza), decían que los conjurados "murieron en combate" lo que era mentira hasta cierto punto, pues en dicha carretera en el llano de Pacaya hubo un tiroteo en el cual los sublevados mataron a dos soldados de la GN de un retén, y ofrecían recompensas por el paradero de los vivos. Los restos de los rebeldes fueron enterrados cerca de Jinotepe y allí estuvieron hasta 1962, cuando Ernesto Leal Sánchez (hijo de Pablo Leal Rodríguez, uno de los compinchados), los trasladó al Cementerio General de Managua, donde actualmente reposan cerca de la cripta de los oficiales de la Guardia Nacional donde están los restos de Tacho y de su hijo Luis Somoza Debayle, como se verá más abajo.La conspiración contra el general Somoza García, aquel 4 de abril de 1954, fracasó porque el dictador cambió súbitamente su itinerario y no pasó por el lugar donde los rebeldes montaron la emboscada. Sorprendidos por la Guardia Nacional, algunos de los conjurados fueron liquidados en el mismo momento de ser capturados, a otros los asesinaron cuando ya estaban en prisión, después de someterlos a torturas.
Al mayor Agustín Peralta, compadre del rebelde Agustín Alfaro y comandante de la Tercera Compañía, se le culpó durante mucho tiempo de haber sido el responsable de los asesinatos, aun cuando se retiró de la Guardia Nacional con el grado de coronel en 1960. Muchos libros como Estirpe sangrienta: Los Somoza, de Pedro Joaquín Chamorro Cardenal, director de La Prensa; Memorias de un soldado, del coronel Francisco Boza; La saga de los Somoza, del teniente Agustín Torres Lazo, etcétera, lo culpan del hecho. Pero en una entrevista que le hizo el historiador y periodista Roberto Sánchez Ramírez, publicada por La Prensa del lunes 17 de octubre de 2005 Peralta aclaró que el coronel Anastasio Somoza Debayle es el verdadero responsable del hecho, pues este falsificó la firma de su padre con una orden escrita.

### Llegada al poder

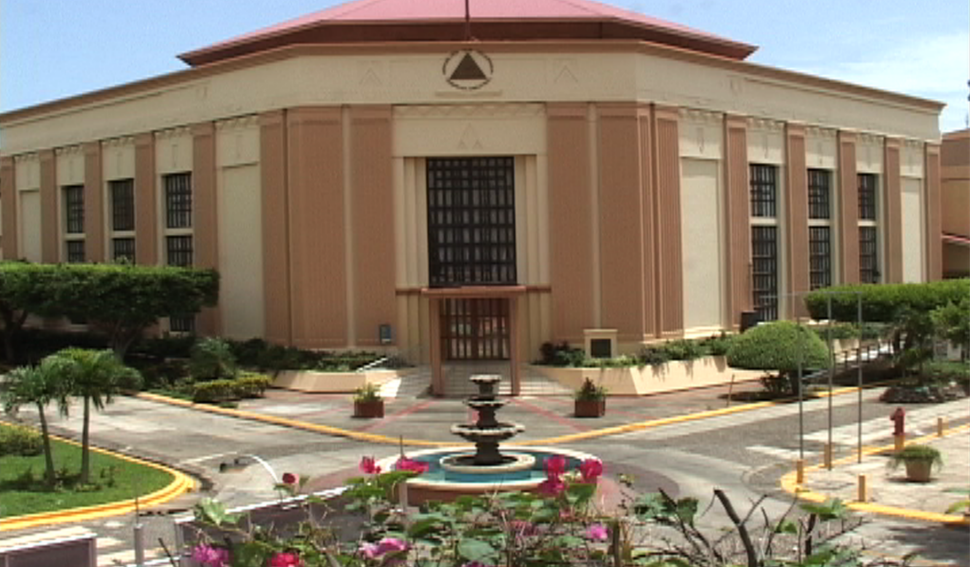
La victoria de Anastasio Somoza Debayle causó una masacre de manifestantes en este lugar por la GN

Tras el asesinato de su padre en 1956, el mayor de los Somoza, Luis Somoza Debayle, accedió a la presidencia. Anastasio y sus hermanos Luis y Lillian heredaron un patrimonio de 200 millones de dólares de la época, fortuna que los hermanos triplicaron con el paso del tiempo. Poco antes de la muerte de su hermano, Anastasio fue elegido presidente por primera vez el 5 de febrero de 1967, derrotando al candidato presidencial de la Unión Nacional Opositora (UNO), Fernando Agüero Rocha (conservador), debido a la Masacre de la Avenida Roosevelt de Managua dos semanas antes el 22 de enero, en la cual la GN disparó contra una manifestación de la oposición en la que hubo varios muertos (que hasta hoy no se sabe su número exacto) y él asumió el poder el 1 de mayo de ese mismo año, además de estar a cargo de la jefatura de la Guardia Nacional en diferentes períodos, en el Estadio Nacional General Somoza (hoy es el Estadio Nacional Denis Martínez), bajo estrictas normas de seguridad, debido a la existencia de la guerrilla Frente Sandinista de Liberación Nacional (FSLN), fundada en 1961 por Carlos Fonseca Amador, hijo de Agustina Fonseca y Fausto Amador, administrador de los bienes de familia Somoza. Sucedió a Lorenzo Guerrero Gutiérrez, que sustituyó a René Schick Gutiérrez al morir este por un infarto el 3 de agosto de 1966. Luis había fallecido el 13 de abril del mismo año antes de la toma de posesión de su hermano.

## Primer gobierno (1967-1972)

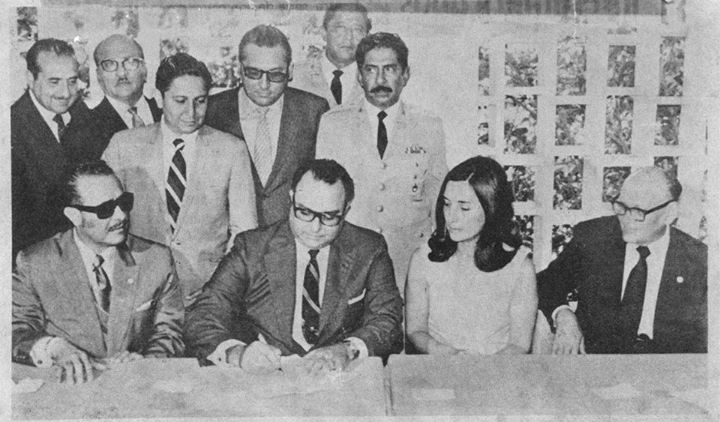
Abrogación del Tratado Bryan-Chamorro, 14 de julio de 1970, en Managua. El presidente de Nicaragua general Anastasio Somoza Debayle durante un acto público celebrado en el vestíbulo del Palacio Nacional, junto a su esposa Hope Portocarrero y ministros de su gobierno.

Durante su gobierno se instalaron importantes entidades estadounidenses en Nicaragua como Citigroup, Bank of America, Chase Manhattan Bank, Morgan Guaranty Trust, Wells Fargo Bank, Banco de Londres y Montreal Limitada, Sears, Westinghouse y Coca Cola.  El primer aguinaldo en la historia de Nicaragua lo otorgó Somoza Debayle a finales de los años 1970.[cita requerida]
Importantes centros médicos y culturales se construyeron por auspicio de su esposa, la primera dama de la nación, Hope Portocarrero. Durante aquella época el turismo se incrementó notablemente en el país. Una importante gestión que Somoza Debayle logró en 1972 fue convencer a los Estados Unidos de levantar el embargo y aislamiento en el que tenían a Haití, después que este visitó aquel país junto a su esposa Hope. Para tal ocasión, conociendo el propósito de los Somoza en brindarles ayuda diplomática, el presidente Jean-Claude Duvalier, mandó a comprar una nueva limusina blindada Mercedes Benz directa de la fábrica en Alemania. Bautizaron la carretera del aeropuerto de Puerto Príncipe como avenue Somoza, se declaró una semana de fiesta nacional y se construyeron arcos a la entrada de la capital, bailes y cenas en el Palacio Nacional se realizaron en honor de los Somoza.
En 1968, el príncipe Raniero III de Mónaco, otorgó a Somoza  la más alta distinción del principado "Ordre de Saint-Charles".

### Censo de población de 1971
Durante el gobierno de Somoza se llevó a cabo el sexto censo de población y el segundo censo de vivienda del país. Los resultados lograron demostrar que para ese año la población de Nicaragua era de 1 535 588 habitantes.
El 1 de mayo de 1972 entregó el poder a una Junta Nacional de Gobierno, compuesta por Fernando Agüero Rocha (conservador), Roberto Martínez Lacayo y Alfonso Lovo Cordero (liberales nacionalistas) puesto que el año anterior se firmó un pacto entre el Partido Liberal Nacionalista (PLN) y el Partido Conservador de Nicaragua (PCN) (el 28 de marzo de 1971 en la Sala Mayor del Teatro Nacional Rubén Darío) para así reelegirse en 1974. El pacto se conoce popularmente como kupia kumi (un solo corazón) en idioma miskito.
Pocos meses después el 23 de diciembre del mismo año un terremoto devastó la capital de la nación, Managua, dejando más de diez mil muertos y prácticamente destruyó el centro de la ciudad. Se declaró la ley marcial, convirtiendo a Somoza, entonces jefe de la Guardia Nacional, en el dirigente de facto del país. Posteriormente se descubrió que la familia Somoza se había apropiado de la mayor parte de la ayuda internacional ofrecida tras el terremoto. Su amigo, el archimillonario estadounidense Howard Hughes, que estaba hospedado en el Hotel Intercontinental Managua (actual Hotel Crowne Plaza), huyó del país en forma misteriosa, pues se había ido de Estados Unidos huyendo del fisco.

## Segundo gobierno (1974-1979)
Pese a todo, Somoza fue reelegido presidente en las elecciones generales del 1 de septiembre de 1974 y tomó posesión del cargo el 1 de diciembre del mismo año en el Teatro Nacional Rubén Darío, debido a la existencia del FSLN. Su interés en seguir manteniéndose en el poder y represión a la población le provocó la pérdida de apoyo de los sectores antes aliados, como la oligarquía, Estados Unidos y la Iglesia católica.
Pocas semanas después, cerca de las 11 de la noche del 27 de diciembre del mismo año un comando del FSLN al mando del comandante Eduardo Contreras e integrado por Hugo Torres, Joaquín Cuadra Lacayo, Javier Carrión McDonough (ambos futuros jefes del Ejército de Nicaragua en los periodos 1995-2000 y 2000-2005 respectivamente), y otros 8 guerrilleros, asaltó la casa de José María Castillo Quant, Ministro de Agricultura y Ganadería, ubicada en el Colonial Los Robles, en Managua. El asalto se dio después de que salieron de la casa (donde se celebraba una fiesta) el Embajador de Estados Unidos Turner Shelton y el general José R. Somoza (su hermano por parte de padre) quienes tenían guardaespaldas. Allí fueron tomados como rehenes varios miembros del gabinete gubernamental, entre ellos el embajador de Chile, Guillermo Sevilla Sacasa (Embajador de Nicaragua en Estados Unidos), cuñado de Somoza y esposo de su hermana Lillian Somoza Debayle.
Castillo Quant fue el único asesinado en el operativo. 
El comando exigió la liberación de 8 reos sandinistas (entre ellos el actual presidente de la nación Daniel Ortega Saavedra), ocho millones de dólares, la publicación en cadena de radio y televisión de los atropellos de la represión que era expuesta la población de Nicaragua de parte de Somoza con su aparato represivo (la Guardia Nacional) y un avión con algunos rehenes para ir a Cuba tres días después, lo que se logró con la mediación de monseñor Miguel Obando y Bravo, S.D.B. Arzobispo de Managua
Esto hizo que Somoza implantara el estado de sitio y la censura de prensa desde ese día, por 33 meses hasta el 19 de septiembre de 1977, contra los medios de comunicación opositores, incluyendo al diario La Prensa. A finales de los años 1970, grupos defensores de los derechos humanos denunciaban las violaciones de los mismos, cometidas por su Gobierno y la Guardia Nacional.
Para finales de los años 1970, su esposa se veía poco al lado de él, debido a que Somoza continuaba sosteniendo su relación amorosa con Dinorah Sampson. La primera dama permanecía más tiempo fuera de Nicaragua y regresaba solamente para presidir sus obras de bien social, como construcciones de hospitales, escuelas y orfanatos. Los hijos de la pareja estudiaban en colegios y universidades en la costa este de los Estados Unidos, mientras las dos hijas también cursaron estudios en Suiza.
Uno de los últimos episodios en los cuales la familia apareció reunida en Nicaragua fue en la boda de su hija mayor Carolina, quien contrajo matrimonio con Víctor Urcuyo en 1976. El matrimonio fue un fracaso y poco después Carolina se divorció y se mudó a Londres, en donde también residía frecuentemente la hija menor, Carla. Carla Somoza posteriormente decide ingresar como voluntaria a la orden de las Misioneras de la Caridad, establecida por la Madre Teresa de Calcuta. La prensa nicaragüense ha publicado que ella ha realizado constantes viajes a la India, donde estuvo muy cerca de la Madre Teresa.
Las condiciones sanitarias en la Nicaragua de la era Somoza eran pésimas según un informe publicado en el New England Journal of Medicine "bajo Somoza las condiciones sanitarias habían sido peores que en los países vecinos, con un 35% de la población urbana y un 95% de la rural sin acceso a agua potable y sólo un 10% de la población recibiendo atención médica adecuada. Un tercio de la población contrajo la malaria al menos una vez en su vida y el 46- 83% de los niños estaban desnutridos. La esperanza de vida en el momento de la revolución sandinista era de 52,9 años, la mortalidad infantil se situaba entre 120-140/1000.

#### Bienes y empresas más conocidas
- A. Somoza H. y Cía Ltda.
- Aceitera Corona.
- Agrotecnia.
- Aislite y Estinsa.
- Alumex.
- Bionica.
- Calzado Chontal.
- Caribe Motor.
- Casa Nica.
- Cervecería Tacana (en sociedad con guatemaltecos)
- Citroën (importadora de automóviles)
- Comercial Mendieta.
- Compañía de Fósforos Momotombo.
- Compañía Nacional Productora de Cemento.
- Dismotor (importadora de autos y camiones Mercedes Benz)
- Dormicentro,(distrobuidor de colchones)
- El Cóndor (empresa de transporte urbano y extraurbano)
- El Porvenir.
- El Triángulo (emblemático edificio en ciudad de Guatemala)
- Estación X.
- Fish Meal Company of Nicaragua.
- Hacienda El Retiro (actual sede del INJUDE)
- Hacienda El Tamarindo.
- Hacienda Las Mercedes.
- Hacienda Montelimar.
- Hacienda Santa Julia.
- Haciendas en Guatemala.
- Haciendas en el norte de Costa Rica (además de ser el mayor exportador de ganado a ese país).
- Hotel Irazú (en San José de Costa Rica)
- Hoteles Costa Brava (cadena hotelera en España)
- Intucasa.
- Isla del Amor (sobre el lago Xolotlán)
- Joyería Dreher.
- La Fundadora.
- Lanica, Líneas Aéreas de Nicaragua.
- Las Vegas de Jalapa.
- Mamenic Lines.
- Marítima de Bluefields.
- Marítima Mundial-Ferry.
- Mayco S. A.
- Mina de Oro San Urbina.
- Mina de Oro San Albino.
- Modnetics of Nicaragua.
- Morillo y Anexos S. A.
- Nicalit.
- Nicaragua Cigars S. A.
- Papeles Cartones S. A.
- Pesca Pomarblue.
- Pescanica.
- Pesquera del Mar.
- Pesquera Solec.
- Plywood de Nicaragua S. A.
- Salinas Nicaragüenses.
- Sociedad Morrillo.
- Sonido Industrial.
- Televisora de Nicaragua Canal 6.
- Vestidos S. A.

También era dueño de
- Una lujosa mansión en Miami.

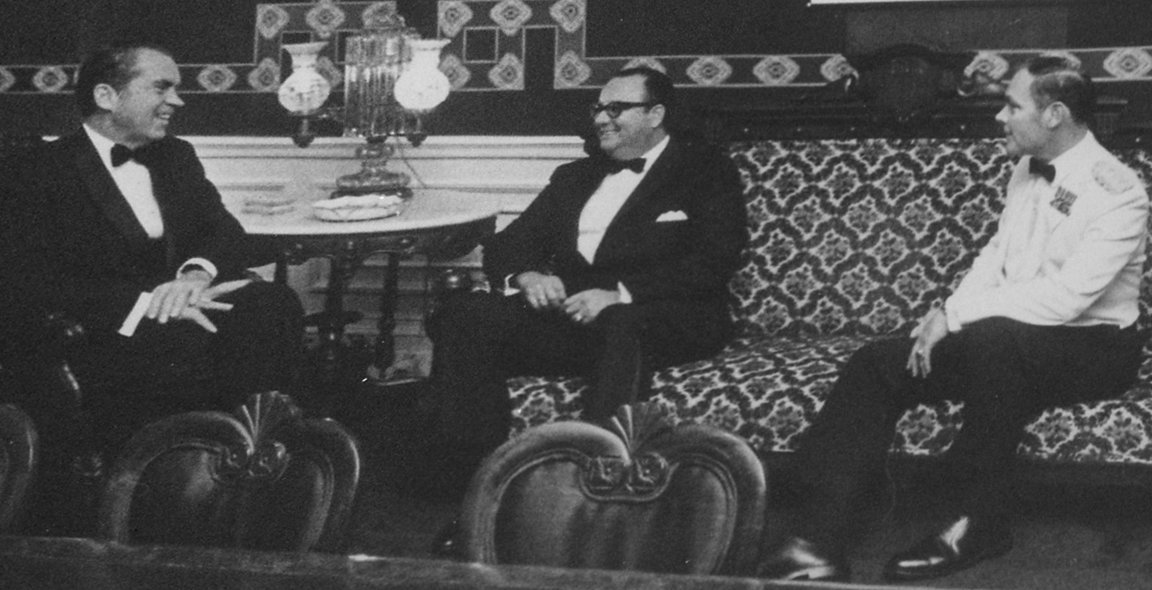
Anastasio Somoza Debayle se encuentra con el presidente estadounidense Richard Nixon.

- Dos condominios en Coconut Grove (Florida).
- Una casa en Washington D. C.
- Un rancho en Texas y otro en California.
- Una casa en las Bahamas.
- Una casa en México.

Además, mantenía fuertes inversiones en Panamá, Colombia y Venezuela.
Tenía acciones en bancos de California, Florida y Nueva York, como el Bank of America y el Chase Manhattan Bank. Firmas importantes de bienes raíces, acciones en la Standard Fruit Steamship Co, Castle & Cook, Pan American World Airways (Pan Am), Hercules Inc., Pennwalt Chemical Corporation. Bienes en Europa; era accionista de la Nestlé en Suiza, aparte de poseer diversas propiedades en Londres, España y Canadá. Muchas piezas de joyería: diamantes y en general mucho oro.
Entre muchas de otras propiedades en Nicaragua en su mayoría fincas, casinos, clubes además de otros negocios. En la capital Managua, Somoza Debayle era dueño de más de 130 bienes, haciendas, edificios, residencias y lotes.
El periodista y escritor brasileño Fernando Morais en el libro "Cem quilos de ouro" o "Cien kilogramos de oro" en español, cuenta en uno de los reportajes que componen el libro quien tuvo acceso a una extensa documentación través de las guerrillas del FSLN que demostró los alcances del negocio de Somoza.
También tuvo intereses económicos en la minería. Según el corresponsal de la Revista Time en Nicaragua durante la época, William Krehm, «la explotación de minas de oro, la industria exportadora más importante en Nicaragua, es la segunda fuente de ingresos para Somoza». «Aparte del impuesto legal de 17 dólares por kilo, las compañías mineras entregan dos contribuciones adicionales a Tacho, cuyo total suma aproximadamente el 2.25 por ciento de su producción», señaló Krehm.

### Revolución Sandinista y derrocamiento

#### Insurrección

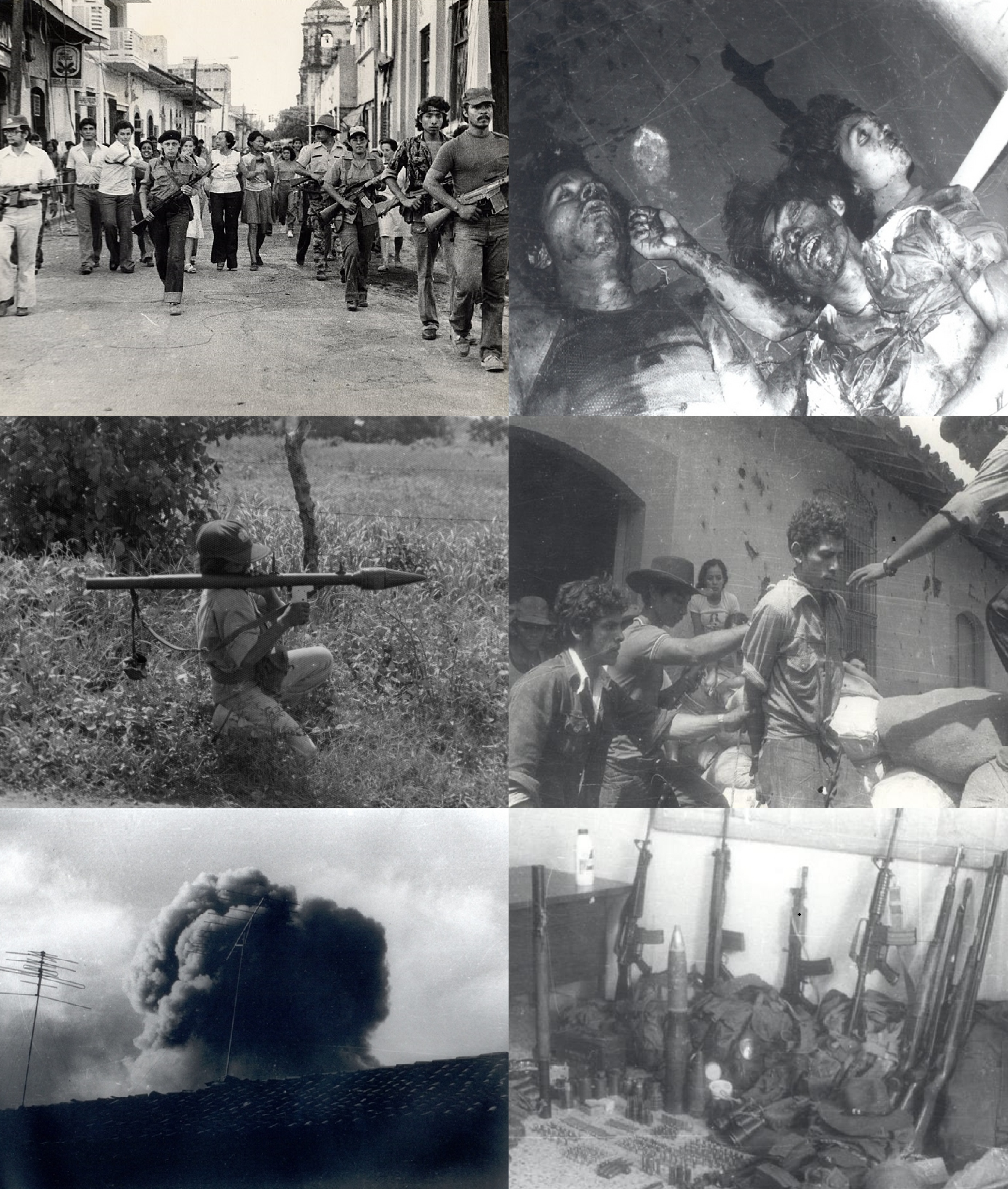
De izquierda a derecha y de arriba abajo: Ingreso de guerrilleros a la ciudad de León; civiles víctimas de las ejecuciones realizadas por la Guardia Nacional de Nicaragua; guerrillero con un una RPG-2 apuntando a un objetivo; un espía pro-Somoza capturado por miembros sandinistas; bombardeos realizados por la fuerza aérea de la Guardia Nacional y posteriores consecuencias como la destrucción de pueblos tomados por los guerrilleros.

En 1978, Somoza realizó una muy publicitada visita a Estados Unidos, donde la prensa fue testigo de la graduación de secundaria de su hijo menor, Roberto, quien estudió en Connecticut. Para la ocasión Somoza viajó en escolta por carretera desde Nueva York junto a Hope y sus dos hijas hasta el colegio de su hijo. El matrimonio Somoza y sus hijas se presentaron custodiados por guardias del Servicio Secreto de los Estados Unidos. Somoza declaró que estaría en el país por varios días y que le gustaría realizar una visita al presidente Carter (reunión que jamás se dio).[cita requerida]
El hijo mayor, Anastasio Somoza Portocarrero, egresado de Harvard en 1973 y con estudios militares en el Reino Unido, se había convertido en la mano derecha de su padre y muchos pensaban que solo se trataba de pocos años para que este estuviera listo para la «sucesión dinástica».
La subida al poder del presidente de Estados Unidos Jimmy Carter el 20 de enero de 1977 y su política de respeto a los derechos humanos marcaron el inicio del fin de su régimen. El 28 de julio del mismo año sufrió un infarto cardiaco por lo que tuvo que ser trasladado a Miami en un avión hospital de la Fuerza Aérea de Estados Unidos (por el que le cobraron unos 30 000 dólares a pesar de las acusaciones de Carter). Estuvo en un hospital miamense hasta el 7 de septiembre, día que volvió a Nicaragua. El asesinato del periodista Pedro Joaquín Chamorro Cardenal, director del diario opositor La Prensa, el martes 10 de enero de 1978 en la intersección de la calle Trébol y la avenida Bolívar, en Managua, desató la insurrección del pueblo nicaragüense.
El 22 de agosto del mismo año, otro comando de 25 miembros del FSLN, al mando de Edén Pastora Gómez (Comandante Cero), asaltaron el Palacio Nacional (actual Palacio de la Cultura) y que entonces era la sede del Congreso Nacional, el Tribunal de Cuentas y los Ministerios de Gobernación, y de Hacienda y Crédito Público. Entre los rehenes estaban su primo Luis Pallais Debayle, Presidente de la Cámara de Diputados y su sobrino carnal José Somoza Abrego (hijo de su hermano José R. Somoza); el comando exigió la liberación de varios guerrilleros presos (entre ellos Tomás Borge), medio millón de dólares y 2 aviones para viajar a Panamá y Venezuela con algunos rehenes y monseñor Obando (llamado despectivamente por Tacho Comandante Miguel). 2 días después se cumplieron sus exigencias, pues Tacho no quiso recuperar el Palacio por temor a una masacre de los rehenes y de que los guerrilleros mataran a su primo y sobrino. Durante esa época Somoza se divorcia de Hope, quien vivía en una lujosa mansión en el Reino Unido, con sus hijos menores.
De septiembre de 1978 hasta su derrocamiento el 17 de julio de 1979, Somoza y su hijo, el mayor Anastasio Somoza Portocarrero jefe de la Escuela de Entrenamiento Básico de Infantería EEBI, provocaron una guerra civil, ordenando el asesinato de civiles y el bombardeo con artillería y aviones de las ciudades principales de Nicaragua que habían caído en manos del levantamiento popular dirigido por las fuerzas sandinistas. La GN tuvo el apoyo de los Gobiernos de Sudáfrica, Portugal, Argentina y Paraguay. En contraste los gobiernos de Cuba, Venezuela, Panamá, Costa Rica y México encabezados por sus presidentes respectivos, Fidel Castro, Carlos Andrés Pérez, Omar Torrijos, Rodrigo Carazo Odio y José López Portillo enviaron armas (como los fusiles de asalto FN FAL belga, IMI Galil israelí y M16 estadounidense) y combatientes al FSLN por avión, hacia el territorio costarricense, y de allí hacia Nicaragua. México inclusive rompió las relaciones diplomáticas con el gobierno nicaragüense el 20 de mayo de ese mismo año. La Guardia Nacional era desproporcionada en relación con el poder de los sandinistas, quienes no tenían el poder de las fuerzas de Somoza; esto provocó que el gobierno de Somoza fuera quedando aislado internacionalmente y los rebeldes fueran sumando reconocimientos y apoyos. El 20 de junio de 1979 es asesinado en Managua el periodista estadounidense Bill Stewart, víctima de un soldado de la Guardia nacional. Esta acción fue registrada en video por uno de los miembros del equipo periodístico y luego fue difundida por varias cadenas de televisión en los Estados Unidos. Con ello Somoza perdió el apoyo que todavía tenía en los Estados Unidos tanto del gobierno como de la ciudadanía y ese aislamiento favoreció la lucha armada en favor del FSLN.

#### Colapso de la dictadura somocista
Somoza escribió a mano su carta de renuncia a la presidencia el 29 de junio de 1979, dirigida al Congreso nacional. Tuvo esa carta en el bolsillo durante 18 días y no la entregó porque el embajador de Estados Unidos en Nicaragua, Lawrence Pezzullo, no le había transmitido las garantías para el asilo político en su país. El lunes 16 de julio de 1979 volvió a hacer su carta, esta vez en máquina de escribir con la segunda fecha, dándola a conocer al Congreso. Esa misma noche, reunido en el Hotel Intercontinental Managua (hoy es Hotel Crowne Plaza), dos días después de recibir la nota Cyrus Vance (el 14 de julio), escrita por dicho secretario de Estado del gobierno de Jimmy Carter ―quien lo presionó para que renunciara, junto con la OEA (Organización de los Estados Americanos)―, en la que le exigía que abandonara Nicaragua. Este es el texto íntegro de la carta de renuncia:

Presidencia de la República
Managua, D. N., Nicaragua, C. A.
16 de julio de 1979
Honorable Congreso Nacional

Pueblo de Nicaragua
Consultados los Gobiernos que verdaderamente tienen interés de pacificar al país, he decidido acatar la disposición de la Organización de los Estados Americanos y por este medio renuncio a la Presidencia a la cual fui electo popularmente. Mi renuncia es irrevocable.
He luchado contra el comunismo, y creo que cuando salgan las verdades, me darán la razón en la historia.
A. Somoza
Presidente de la República.

La madrugada del día siguiente, 17 de julio de 1979, a las 2:00 de la mañana, un helicóptero Sikorski, pilotado por Abel Toledo, despegó de las instalaciones de la EEBI y aterrizó en la Loma de Tiscapa, frente al costado norte de las ruinas de la Casa Presidencial destruida por el sismo de 1972, lo recogió a él y a 6 de sus más fieles colaboradores: su hermano por parte de padre, el general José R. Somoza, ex inspector general del Ejército; el general Samuel Genie Amaya, exjefe de la Oficina de Seguridad Nacional (OSN) y exministro de Hacienda y Crédito Público; su esposa la generala Ida Ow de Genie, del Cuerpo Médico GN; el general Rafael Adonis Porras Largaespada, su primer ayudante, y su esposa la profesora María Elena de Porras, ministra de Educación Pública, y el coronel Pedro Joaquín Sánchez (Piquín), piloto del Lear Jet ejecutivo de Somoza, para conducirlos al Aeropuerto Internacional Las Mercedes (hoy es el Aeropuerto Internacional de Managua) y de allí en avión huyeron a Miami, poniendo fin al régimen somocista. Toledo le contó su testimonio al periódico La Estrella de Nicaragua, publicado en la edición de la primera quincena del mes de julio de 2004. 
En el búnker de Somoza, los sandinistas colocaron sobre su cama una bandera del FSLN. Encontraron numerosas armas y fotografías como también un gran retrato de su padre, el papa Juan Pablo II, el último retrato oficial que Hope se hizo como primera dama y hasta un póster de Mafalda que decía «La cosa está que... ¿eh?»
Posteriormente viaja a las islas Bahamas, donde fue estafado por el primer ministro Lynden Pindling, quien le cobró un millón de dólares por su estadía en Bahamas, para posteriormente negarle el asilo y obligando a Somoza a abandonar el país después de dos semanas de permanecer con visa de turista.  Su salida de Bahamas se da en compañía de sus hijas Carla, Carolina y su hijo Roberto, 17 guardias y sirvientes con dirección a Guatemala. En el país centroamericano se arreglaron los últimos detalles con el presidente de ese país Fernando Romeo Lucas García para fijar su residencia en Paraguay, gracias al dictador Alfredo Stroessner, ya que las posibilidades de asilarse en Francia o Suiza, habían sido desechadas por el mismo Somoza quien quería permanecer en el continente.

### Exilio
El día viernes 17 de agosto de 1979, Somoza salió de Ciudad de Guatemala rumbo a Paraguay. El avión era propiedad de Líneas Aéreas Paraguayas, y el costo del viaje fue de 100 000 dólares estadounidenses. El vuelo directo desde Guatemala hasta Asunción era una de las exigencias del contrato y su duración fue de 8 horas. Más adelante se supo que el exdictador llegó acompañado de las siguientes personas: General José R Somoza (su medio hermano), Anastasio Somoza Portocarrero (su hijo mayor), Roberto Somoza Portocarrero (su hijo menor), Dinorah Sampson (su amante) y sus colaboradores: Capitán José L. Gutiérrez L.,Subteniente Aquiles Cifuentes P, Mario A. Lara M, Luis U. Sirio, Jaime Roa, Abraham Gutiérrez R, Orlando Poimares M, Julio C. Guerrero P, General Rafael Porras, General Samuel Genie Amaya, Roger F. Sandino, Concepción Sapaldo T, Erwin Earl Hooker, Alejandro Montiel A., Justo Pastor Rivera S., Gerardo Martínez M., Alejandro Chavarría, y Josefa Matilde Román.
Somoza se instaló en una mansión en la calle Mariscal López y Motta, la propiedad había sido ocupada con anterioridad por la embajada de Sudáfrica. Se instaló junto a su amante Dinorah, dos sobrinos suyos (hijos de José) y varios asistentes. Inmediatamente Somoza empezó a adquirir múltiples propiedades en Paraguay, más de 25 mil hectáreas e incluso un hotel. También se dijo que el exdictador compró una hacienda en Brasil por 20 millones de dólares, minas de carbón en Colombia y compró la revista Visión.

### Asesinato
Fue asesinado cerca de su hogar en el exilio el 17 de septiembre de 1980 a los 54 años, cuando fue emboscado por un comando sandinista de 7 personas (cuatro hombres y tres mujeres), en la lujosa avenida Generalísimo Franco, hoy día avenida España, en Asunción, operación conocida como "Operación Reptil", por un grupo guerrillero argentino denominado Ejército Revolucionario del Pueblo, encabezado por el marxista revolucionario argentino Enrique Haroldo Gorriarán Merlo (alias Ramón). Uno de los miembros del comando dijo: «No podemos tolerar la existencia de playboys millonarios mientras miles de latinoamericanos mueren de hambre. Estamos perfectamente dispuestos a dar nuestras vidas por esta causa».
El equipo había estudiado meticulosamente los movimientos de Somoza, mediante un miembro del equipo estaba en un kiosco de periódicos cerca del lugar. Vieron como Somoza avanzó por la avenida España. Somoza frecuentemente manejaba cerca de la ciudad en su automóvil Mercedes Benz Clase S sedan. Oswaldo, miembro del equipo disfrazado de vendedor de periódico, vio la salida de Somoza del inmueble dando la señal a las 10:10. Los guerrilleros dispararon sus fusiles de asalto M-16 contra la limusina sin blindaje, y después culminaron el hecho disparando un lanzacohetes RPG-2. El auto quedó completamente destruido, pero el motor permaneció en marcha; la explosión mató a Somoza, al italo-estadounidense Joseph Baittiner (su asesor financiero) y a César Gallardo (su chofer civil). El equipo sandinista tenía dos ametralladoras de fabricación soviética, dos fusiles de asalto AK-47, dos pistolas automáticas y un lanzador de cohete RPG-2 con cuatro granadas antitanque y dos cohetes.
Sus cuerpos quedaron carbonizados. Cuando los médicos forenses le hicieron la autopsia su cuerpo estaba en tal estado que los forenses tuvieron que identificarlo por los pies, según la información de los medios paraguayos.
Las pertenencias de Somoza que logró entregar la policía paraguaya, fueron:
- Dos tarjetas de crédito American Express.
- Tres medallas de oro de 18 quilates
- Un anillo (carretón) de oro de 18 quilates
- Una medalla grande de oro de 18 quilates
- Una medalla grande de oro de 18 quilates con la inscripción «A. S. D. Diciembre 78»
- Un reloj de oro marca Rolex
- Una pesada cadena de oro de 18 quilates

### Funeral

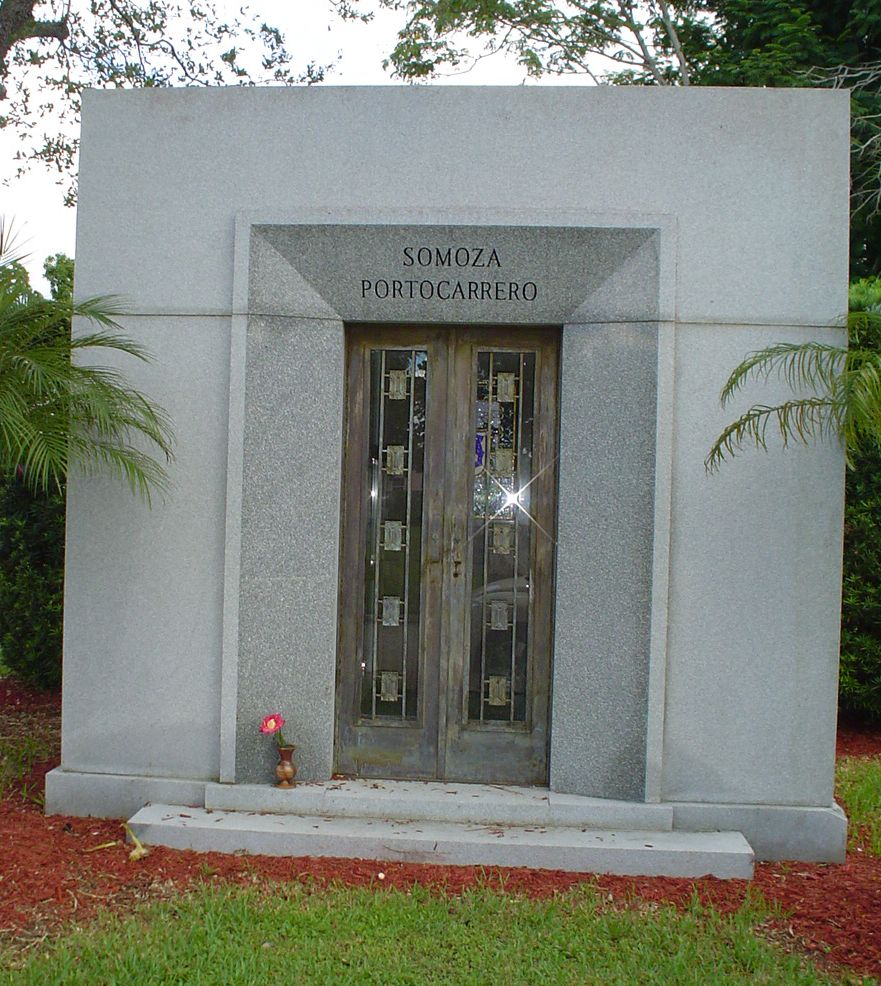
Tumba de Anastasio Somoza Debayle en Miami.

Fue enterrado en Miami en la cripta Somoza Portocarrero. En su funeral decenas de nicaragüenses y cubanos exiliados en Florida acompañaron a Hope Portocarrero, sus hijos y otros parientes como la madre de Tachito; Salvadorita Debayle, viuda de Somoza.
El Departamento de Estado en una concesión especial a Hope Portocarrero, accedió a que los restos de Somoza fuesen enterrados en los Estados Unidos, con el permiso de las autoridades estadounidenses. Esto se debió a que Hope como ciudadana estadounidense solicitó que su marido recibiera cristiana sepultura en el país en donde ella y los hijos de la pareja nacieron.

## Fortuna
Se especula que la fortuna de Somoza ascendía a  1000 millones de dólares estadounidenses. Otros afirman que llegó a 500 millones, aunque nunca se supo a ciencia cierta cuánto era en realidad, puesto que las empresas familiares y bienes tanto en Nicaragua como en el exterior, no fueron contados en su totalidad. Tenía importantes negocios en Nueva York, Texas y varios países de Europa. 
Somoza Debayle sólo reconoció que la fortuna de su familia se acercaba a los cien millones de dólares y gran parte era patrimonio en Nicaragua.
Somoza Debayle también estaba involucrado en empresas de exploración de petróleo y minerales, como la Rucker Co. y en el Banco Morgan Trust Co., y hasta antes de su enfermedad cardíaca, debía viajar de manera regular a los Estados Unidos para sostener juntas de negocios en Florida, Texas y Chicago.
Desde su juventud la familia era considerada la más rica de América Central y una de las más ricas de América Latina.
Jean Ziegler, quien fue parlamentario suizo durante los años 1980, afirmó a la revista Brecha (números 388-404),  que Somoza poseía cuentas bancarias en Suiza y quien habría ayudado a esconder esa cuantiosa fortuna fue su yerno Richard Rapold, quien estaba casado con Julia Patricia la hija que Somoza habría tenido antes de su matrimonio con Hope Portocarrero.
Durante los años 1980, el gobierno sandinista no logró demostrar que en Suiza se encontrara una fortuna perteneciente a Anastasio Somoza.

## Cine
En 1983, el actor Lloyd Battista interpretó a Somoza en la película Last Plane Out, donde también participó Jan-Michael Vincent. En ese mismo año, se rodó otra producción sobre los últimos meses de Somoza en el poder: Under Fire, donde el actor René Enríquez encarnó al general Somoza.